# Orthoclydon
Orthoclydon là một chi bướm đêm thuộc họ Geometridae.